# Protection
Protection är en ort i Comanche County i Kansas. Vid 2010 års folkräkning hade Protection 514 invånare.